# Ланин, Александр Иванович
Александр Иванович Ланин (1845—1906/1907) — нижегородский губернский деятель, адвокат.

## Биография
Родился в Москве в 1845 году, в купеческой семье.
В 1869 году окончил юридический факультет Императорского Московского университета. С 1870 года жил в Нижнем Новгороде, где вступил в состав присяжной адвокатуры. Считался опытным юристом, хорошим оратором. В 1899 году поднимал вопрос о предании суду чиновников по делу студента Германа Ливена, который сжёг себя в московской тюрьме. В 1902 году выступил защитником в процессе о первомайской демонстрации в Нижнем Новгороде.
Вёл большую общественную работу – был в числе учредителей первого в Нижнем Новгороде просветительного Общества грамотности, переименованного впоследствии в Общество распространения начального образования. Был одним из инициаторов постройки в Нижнем Новгороде Народного дома, работал во многих благотворительных обществах.
В 1905 году Ланина выбрали от Нижегородской присяжной адвокатуры делегатом на Всероссийский съезд по вопросу об участии адвокатуры в политической жизни страны.
В 1889—1893 годах (с перерывами) письмоводителем у Ланина работал Максим Горький; в 1898 году он посвятил ему первый том своих «Очерков и рассказов»: «Моему дорогому учителю А. И. Ланину от М. Горького, глубоко благодарного ему и любящего его». Горький писал: «Влияние его на моё образование было неизмеримо огромно. Это высокообразованный и благороднейший человек, коему я обязан больше всех». 
Умер 29 декабря 1906 (11 января 1907) года в Нижнем Новгороде. Был похоронен на Казанском кладбище при Нижегородском Крестовоздвиженском монастыре.